# بطولة الأمم الخمس 1921
بطولة الأمم الخمس 1921 (بالإنجليزية: 1921 Five Nations Championship)‏ هو الموسم 34 من  بطولة الأمم الخمس. كان عدد الأندية المشاركة فيه  5، وفاز فيه منتخب إنجلترا الوطني لاتحاد الرغبي.